# Armand Desmet
Armand Desmet (* Waregem, 23 de janeiro de 1931 - 17 de novembro de 2012). Foi um ciclista belga, profissional entre 1955 e 1967, cujos maiores sucessos desportivos conseguiu-os na Volta a Espanha onde obteve 1 vitórias de etapa, e no Giro d'Italia onde também conseguiria 1 vitória de etapa na edição de 1962.

## Palmarés
| 1955 - Kortemark 1957 - Vichte - Sijsele 1958 - E3-Prijs Harelbeke 1959 - Volta à Bélgica - Dendermonde - Waregem 1960 - Boortmeerbeek - 2º na Volta a Espanha 1961 - 1 etapa na Volta à Bélgica - 1 etapa na Paris-Nice | 1962 - 1 etapa no Giro d'Italia - Grande Prêmio de Frankfurt - Deerlijk - Nederbrakel 1963 - Bottelare 1964 - 1 etapa na Volta a Espanha 1965 - Vichte 1966 - Ouwegem 1967 - Bruxelas-Biévene |

## Resultados em Grandes Voltas
|                 | 1958 | 1959 | 1960 | 1961 | 1962 | 1963 | 1964 | 1965 | 1966 |
| --------------- | ---- | ---- | ---- | ---- | ---- | ---- | ---- | ---- | ---- |
| Tour de France  | 33º  | 23º  | 53º  | -    | 16º  | 5º   | AB   | AB   | 27º  |
| Giro d'Italia   | -    | -    | -    | AB   | 10º  | -    | -    | -    | -    |
| Volta a Espanha | -    | -    | 2º   | -    | -    | -    | AB   | 25º  | -    |

## Equipas
Durante a sua carreira profissional Armand Desmet militou nas seguintes equipas:
- 1955-1957. Groene Leeuw
- 1958. Groene Leeuw-Leopold
- 1959-1960. Groene Leeuw-Sinalco-Sas
- 1961. Faema
- 1962-1963. Faema-Flandria
- 1964-1966. Solo–Superia
- 1967. Flandria-De Clerck